# Pyrus theodorovii
Pyrus theodorovii är en rosväxtart som beskrevs av Mulkidj.. Pyrus theodorovii ingår i släktet päronsläktet, och familjen rosväxter. Inga underarter finns listade i Catalogue of Life.